# Shingo Kumabayashi
Shingo Kumabayashi (japanisch 熊林 親吾 Kumabayashi Shingo; * 23. Juni 1981 in der Asahikawa, Präfektur Hokkaido) ist ein ehemaliger japanischer Fußballspieler.

## Karriere
Kumabayashi erlernte das Fußballspielen in der Schulmannschaft der Akita Commercial High School. Seinen ersten Vertrag unterschrieb er 2000 bei den Júbilo Iwata. Der Verein spielte in der höchsten Liga des Landes, der J1 League. Im Juni 2006 wechselte er zum Zweitligisten Shonan Bellmare. Für den Verein absolvierte er 84 Ligaspiele. 2005 wechselte er zum Erstligisten Yokohama F. Marinos. Für den Verein absolvierte er acht Erstligaspiele. 2006 wechselte er zum Zweitligisten Vegalta Sendai. Für den Verein absolvierte er 47 Ligaspiele. Im Juli 2007 wechselte er zum Ligakonkurrenten Tokushima Vortis. Für den Verein absolvierte er 30 Ligaspiele. 2008 wechselte er zum Ligakonkurrenten Thespa Kusatsu. Für den Verein absolvierte er 181 Ligaspiele. 2013 wechselte er zum Drittligisten Blaublitz Akita. Für den Verein absolvierte er 75 Ligaspiele. Ende 2015 beendete er seine Karriere als Fußballspieler.

## Erfolge
Júbilo Iwata
- J1 League

Meister: 2002
Vizemeister: 2001
- J.League Cup

Finalist: 2001